# Савельєв Олег Генріхович
Олег Генріхович Савельєв (нар. 27 жовтня 1965, Ленінград) — державний і політичний діяч. Заступник міністра оборони Російської Федерації — керівник Апарату міністра оборони Російської Федерації з 20 травня 2024 року. Дійсний державний радник Російської Федерації 1-го класу.
Аудитор Рахункової палати Російської Федерації (2019—2024). Міністр Російської Федерації у справах Криму (2014—2015); заступник міністра економічного розвитку Російської Федерації (2008—2014).

## Біографія

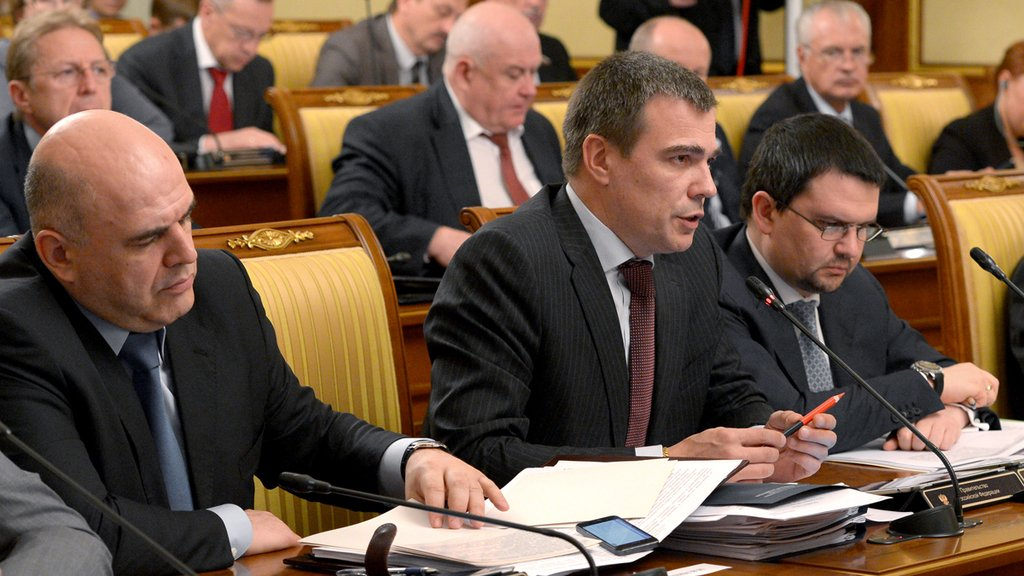
Заступник міністра економічного розвитку Олег Савельєв (в центрі)

Олег Савельєв народився 27 жовтня 1965 року в Ленінграді.
У 1988 році закінчив радіофізичний факультет Ленінградського політехнічного інституту. У 1995 році працював керівником Центру виборчих технологій у передвиборчому штабі партії «Наш дім-Росія» під час виборів до Держдуми. У 1996 році під час президентської виборчої кампанії був головним PR-технологом у передвиборному штабі. У 1998 році був керівником кампанії Олександра Лебедя на виборах глави адміністрації Красноярського краю.
1998—1999 роки — заступник голови правління Московського фонду президентських програм. Протягом останніх декількох років працював позаштатним радником глави Мінекономрозвитку Росії і займався федеральними цільовими програмами.
2008—2014 роки — заступник міністра економічного розвитку Російської Федерації. У лютому 2009 року увійшов до першої сотні резерву управлінських кадрів, що перебувають під патронажем президента Росії.
Із 31 березня 2014 року по 15 липня 2015 року — міністр у справах Криму.
У липні 2014 року включений в санкційний список США, пізніше потрапив під санкції всіх країн Євросоюзу, Швейцарії, Австралії, України та Канади.
Із 15 липня 2015 року по 5 вересня 2018 року — заступник керівника апарату Уряду, член Комісії у справах Криму і Севастополя.
Із 7 вересня 2018 року по 25 вересня 2019 року — керівник апарату Рахункової палати Російської Федерації.
25 вересня 2019 року за поданням Президента Росії призначений Радою Федерації аудитором Рахункової палати Російської Федерації. Курирував напрямок аудиту оборони, національної безпеки та правоохоронної діяльності.
20 травня 2024 року указом Президента Росії призначений заступником Міністра оборони Російської Федерації — керівником Апарату міністра оборони Російської Федерації.